# Jack Andraka
Jack Thomas Andraka  (nacido el 8 de enero de 1997) es un inventor estadounidense e investigador amateur del cáncer. Es el ganador del primer premio de la Feria Internacional de Ciencia y Tecnología 2012 de Intel (Intel Science Fair). Andraka fue reconocido con el premio Gordon E. Moore por su trabajo desarrollando un nuevo método de detección de cáncer pancreático. El premio Gordon E. Moore, nombrado así en honor al cofundador de Intel, es por $75,000. También ganó otros premios en categorías individuales menores por un total de $100,500.

## Antecedentes
Proveniente de Perú (Lima), Jack Andraka ha dado una serie de relatos acerca de qué le inspiró  a trabajar en cáncer pancreático, incluyendo la muerte de un tío que para él era casi como un amigo. En la búsqueda de respuestas, encontró que la razón de la baja tasa de supervivencia a este cáncer se debe principalmente a la falta de detección temprana (descubre que el 85% de los cánceres de páncreas se diagnostican tarde, cuando a la persona le queda solo un 2% de probabilidad de supervivencia) y a un rápido, sensible y barato método de cribado. Comenzó,entonces, a pensar en varias maneras de detectar y prevenir el crecimiento del cáncer antes de que las células cancerígenas se vuelvan invasivas.
En una entrevista de la TVN, Jack dijo que la idea de su test de cáncer pancreático le vino cuando estaba en clase de biología en North County High School mientras el profesor explicaba cómo los anticuerpos se combinan con determinadas proteínas en la sangre, a la vez que leía, por lo bajo, un artículo de la revista Science sobre los nanotubos de carbono, unas estructuras con un grosor equivalente al 0,00002% del cabello humano que transmiten la electricidad. Luego, siguió con más investigación usando la búsqueda de Google sobre nanotubos y bioquímica cancerígena, ayudado de revistas científicas gratuitas en línea (de acceso público).
Más tarde contactó con 200 profesores del Johns Hopkins University y del National Institutes of Health con un plan, un presupuesto y una fecha límite para su proyecto para poder recibir ayuda de laboratorio. Había recibido cerca de 200 correos electrónicos de rechazo antes de conseguir una respuesta positiva del Dr. Anirban Maitra, profesor de Patología y Oncología y de Ingeniería Química y Biomolecular en Johns Hopkins School of Medicine.
El resultado de este proyecto fue un test de diagnóstico tipo varilla graduada para el cáncer pancreático usando un nuevo sensor de panel, similar a las tiras reactivas de diabetes. Este test de tiras mide el nivel de mesotelina, un biomarcador del cáncer pancreático, en sangre u orina, para determinar si el paciente tiene cáncer pancreático en etapa temprana. El test tiene una precisión mayor al 90% en la presencia de mesotelina. De acuerdo a Andraka, es también 168 veces más rápido, 26,000 veces menos costoso (costando alrededor de 3 céntimos de dólar), más de 400 veces más sensible que el actual test de diagnóstico y solo tarda 5 minutos en hacerse. Él dice que el test también es efectivo para detectar cáncer de ovarios y pulmón, debido al mismo biomarcador de mesotelina que tienen en común.

El hermano mayor de Jack, Luke, ganó $96,000 en premios en el Intel ISFF del 2010,con un proyecto que examinaba cómo el drenaje ácido minero afectaba el medio ambiente. En el 2011 Luke ganó un premio MIT THINK (Tecnología para la humanidad guiada por la innovación, trabajo en equipo y conocimiento), que reconoce estudiantes cuyos proyectos de ciencia beneficien a sus comunidades.

## Método
Andraka cultivó unas células MIA PaCa, de una línea de células de carcinoma pancreático comercial, que sobre exponen mesotelina, un biomarcador del cáncer pancreático. La mesotelina fue aislada, concentrada y cuantificada con ELISA. Luego de la optimización con la prueba inmunoblot, los anticuerpos humanos específicos contra mesotelina fueron mezclados con nanotubos de pared simple y se usaron para cubrir tiras de papel de filtro simple. Esto hizo al papel conductivo. La estratificación óptima fue determinada utilizando un microscopio electrónico de barrido. El promedio de las células creció con cantidades variables de mesotelina, luego fue probado en el papel biosensor y fue medido cualquier cambio en la potencia eléctrica de la tira (debido al cambio de conductividad de los nanotubos)antes y después de cada aplicación. Específicamente, lo que sucedió fue esto:
Los anticuerpos se unen a la mesotelina y se agrandan. Estas moléculas reforzadas separarían los nanotubos, cambiando la propiedad eléctrica de la red: Cuanto más mesotelina presente, más anticuerpos se unirían y crecerían, y más débil sería la señal eléctrica.

Se construyó una curva de respuesta dosificada con un coeficiente de determinación R2 con un valor de 0.9992. Una respuesta similar se obtuvo de tests en suero de sangre humana obtenidos tanto de gente sana como pacientes con pancreatitis crónica, cáncer de páncreas exocrino (un precursor del carcinoma pancreático), o cáncer pancreático. El límite del sensor para la detección de sensitividad se estableció en 0.156 ng/mL; 10 ng/mL es considerado el nivel de sobreexposición de mesotelina consistente con cáncer pancreático. El sensor de Andraka cuesta $0.03 (comparable con el coste de $800 de una prueba estándar) y se pueden realizar hasta 10 tests por tira, invirtiendo  5 minutos en cada uno. El método es 168 veces más rápido, 26,667 veces menos costos, y 400 veces más sensible que ELISA, y entre 25% y 50% más preciso que el test CA19-9.
Gente de Intel ha asegurado que el método de Andraka es preciso en más del 90% en detectar presencia de mesotelina.

## Vida personal
El padre de Jack, Steve Andraka, es ingeniero civil, mientras que su madre, Jane Andraka, es anestesista. Ella declaró al Baltimore Sun "Nosotros no somos una familia super deportiva. No vamos mucho al fútbol o al béisbol". "En cambio, tenemos un montón de revistas [científicas] y nos sentamos alrededor de la mesa a hablar sobre cómo las personas tuvieron sus ideas y de lo que hicieron de manera diferente."
Luke, su hermano mayor, ganó $96,000 en premios en la Feria Internacional de Ciencia e Ingeniería de Intel en 2010, con un proyecto que examinó como el drenaje ácido minero afecta el medio ambiente. En 2011, Luke ganó un MIT THINK Award (Premio a la Tecnología para la Humanidad guiada por la Innovación, Redes y Conocimiento, Technology for Humanity guided by Innovation, Networking, and Knowledge por sus siglas en inglés), que reconoce a estudiantes cuyos proyectos de ciencia benefician a su comunidad.
Jack ha sido abiertamente gay desde los 13 años, discutiendo sobre en eso en revistas como The New Civil Rights Movement, the London Evening Standard, y Washington's MetroWeekly, entre otros. Cuando se le preguntó sobre ser entrevistado por su orientación sexual, Jack respondió: "¡Eso suena impresionante! Soy abiertamente gay y uno de mis mayores esperanzas es que puedo ayudar a inspirar a otros jóvenes LGBT para involucrarse en STEM [Ciencia, Tecnología, Ingeniería y Matemáticas, Science, Technology, Engineering and Mathematics por sus siglas en inglés]. Yo no tenía un modelo [gay] en la ciencia desde Alan Turing."
Ha aparecido, también en otros medios de comunicación como “60 minutos”, “Noticias mundiales esta noche” con Diane Sawyer (“World News Tonight”), “Mercado” de NPR (“NPR Marketplace”), la revista Ciencia Popular (Popular Science) y TED, así como en los documentales premiados como “Usted no conoce a Jack” (“You Don’t Know Jack”) de Morgan Spurlock.

## Lista de premios y nominaciones
Jack Andraka continúa la tradición científica familiar y ha obtenido numerosos premios de reconocimiento por sus aportaciones al mundo científico.
- Premio de Feria Internacional de Ciencia y Tecnología 2012 de Intel (Intel Science Fair)
- Premio Gordon E. Moore
- Premio Smithsoniano al Ingenio Estadounidense (Smithsonian American Ingenuity Award).
- Premio Giuseppe Scaccia,otorgado por el Vaticano.

Ahora opta a un premio de 7,5 millones de euros de la Fundación Qalcomm para diseñar una máquina portátil que permita diagnosticar enfermedades y comunicar los datos a través de Internet.

## Controversias por sensacionalismo
Muchos divulgadores científicos han alertado de que, la historia de Jack Andraka está siendo tergiversada por los medios de comunicación. Sobre todo dicen que algunos medios están ocultando datos e inventándose otros para hacer parecer al joven como un genio precoz. Las críticas se fundamentan en que Andraka no desarrolló él solo todo este proyecto, tratándose de una colaboración de la Universidad Johns Hopkins para un concurso de jóvenes interesados por la ciencia. Por otro lado, muchos medios dicen que Andraka desarrolló todo esto en un laboratorio improvisado en su casa, cosa totalmente falsa. Otros medios dicen que hizo el proyecto en el laboratorio de su escuela, cosa que también es falsa. Tampoco Andraka describió la proteína utilizada para el concurso, ni tampoco fue el primero en utilizar esa proteína como marcador de etapas tempranas de cáncer pancreático. Por otro lado, muchas noticias dicen que las farmacéuticas están intentando bloquear este medio de detección de cáncer, cosa que es totalmente falsa. La Universidad Johns Hopkins está invirtiendo tiempo y dinero en intentar generar el nuevo método de detección. Otro matiz importante que se omite en las noticias es que el método aún no está desarrollado completamente, y por ello aún faltan pruebas por realizar, las cuales están siendo desarrolladas por la misma universidad.